# Scleropactes talamancensis
Scleropactes talamancensis là một loài chân đều trong họ Scleropactidae. Loài này được Leistikow miêu tả khoa học năm 1997.